# Abena
ABENA er en dansk, familieejet produktions- og handelsvirksomhed med hovedsæde i Aabenraa i Sønderjylland grundlagt i år 1953. Koncernen, der er repræsenteret med egne datterselskaber i en lang række lande, leverer over 38.000 forskellige produkter og opererer i mere end 90 lande verden over.
Produktområder omfatter bl.a. inkontinens og sygepleje, engangsartikler, personlige værnemidler, rengøring, affaldssystemer og forbrugsprodukter med mere, mens kunderne hovedsagligt består af sygehuse, plejehjem, hjemmepleje, skoler, daginstitutioner og private erhvervsvirksomheder samt hotel-, restaurant- og cateringbranchen, forskellige industrier med mere.
Virksomheden blev stiftet i 1953 af Jens Terp-Nielsen under navnet Sækko A/S. På daværende tidspunkt var der primært tale om produkter til landbruget. I 1980 begyndte man at producere bleer og hygiejnebind med mærket Bambo. Først i 2003 skiftede man navn til det nuværende ABENA.